# Wartan Aczemian
Wartan Mykyrtczi Aczemian (orm. Վարդան Մկրտչի Աճեմյանը, ur. 28 września 1905 w Wan, zm. 24 stycznia 1977 w Erywaniu) – armeński reżyser teatralny i pedagog.

## Życiorys
Ukończył Armeńskie Studia Dramatyczne i kursy reżyserskie przy Klubie Proletariackim w Moskwie, w 1928 zorganizował Teatr Leninakański, którego 1928–1938 i ponownie 1943–1947 był kierownikiem artystycznym. W latach 1947–1950 był głównym reżyserem erywańskiego teatru komedii muzycznej, od 1939 reżyserem, a od 1953 głównym reżyserem Erywańskiego Teatru im. Gabriela Sundukiana. Od 1944 pracował jako pedagog, a od 1964 profesor Erywańskim Instytucie Artystyczno-Teatralnym. 30 września 1965 otrzymał tytuł Ludowego Artysty ZSRR. Był deputowanym do Rady Najwyższej Armeńskiej SRR.

## Odznaczenia i nagrody
- Medal „Sierp i Młot” Bohatera Pracy Socjalistycznej (8 grudnia 1975)
- Order Lenina (dwukrotnie - 27 czerwca 1956 i 8 grudnia 1975)
- Order „Znak Honoru” (24 listopada 1945)
- Nagroda Stalinowska III klasy (1951)
- Nagroda Państwowa Armeńskiej SRR (1970)

I medale.